# 12519 Пюллен
12519 Пюллен (12519 Pullen) — астероїд головного поясу, відкритий 21 квітня 1998 року.
Тіссеранів параметр щодо Юпітера — 3,524.